# 霍比維爾 (印第安納州)
霍比維爾（英語：Hobbieville）是位於美國印地安納州格林縣的一個非建制地區。該地的面積和人口皆未知。